# Sophie Ducasse
Pour les articles homonymes, voir Ducasse et Tiga.
Sophie Ducasse, dite Tiga et née le 1er mars 1983, à Cotonou au Bénin, est une réalisatrice, animatrice de télévision, mannequin international et actrice française.

## Biographie
D'une mère centrafricaine, Carmen, directrice d'une galerie d'art, et d'un père français, originaire des Landes, Jacques, professeur de lettres, Tiga est née au Bénin, a grandi au Burundi et a parcouru de nombreux pays du continent africain (Tanzanie, Kenya, Togo, Éthiopie, etc.).
À douze ans, elle arrive en France et est inscrite dans un collège des Landes. De nouvelles amitiés, la poésie, un peu de musique et beaucoup de sport vont l’aider à surmonter le dépaysement. Pratiquant l’athlétisme, le volley et la natation, elle participe à plusieurs championnats de France scolaires. Pratiquant la danse classique depuis l'âge de trois ans (au Burundi), elle participe très tôt à des spectacles locaux. En arrivant en France, elle commence la danse modern jazz et le hip-hop et crée ses premières troupes, monte ses premiers spectacles et donne des cours dès l'adolescence.
Financé par son lycée, son groupe baptisé « Tribales » (dix danseuses + percussionnistes) part en tournée pendant deux ans : festivals, premières parties de concerts, spectacles de rue, etc.
Son bac littéraire (option cinéma et arts plastiques) en poche, Tiga décroche un contrat de régisseuse de spectacles pour des villages de vacances à Cuba. À la fois chorégraphe, metteur en scène, danseuse, comédienne, professeur de salsa et costumière, elle y monte pas moins d'une vingtaine de spectacles en six mois et se produit sur scène avec sa troupe tous les jours.
De retour en France, elle s'inscrit en licence d'histoire de l'art et archéologie à l'université Paris-Nanterre et nourrit un nouveau rêve : intégrer l'École Boulle, un jour, pour devenir restauratrice d'œuvres d'art. Le soir, elle suit des cours de comédie au studio Pygmalion. Pour payer ses études, son appartement et ses passions, elle enchaîne les petits boulots : baby-sitting, remplacements de réceptionniste d’hôtel, vendeuse, caissière.
Elle est remarquée par le photographe Xavier Martin qui la présente à Olivier Bertrand, le directeur de l’agence de mannequins Success. Elle signe son contrat et deux heures après, passe son premier casting et décroche son premier travail dans la mode : un défilé pour la marque de jeans Levi's à Saint-Tropez.
Un événement inattendu va changer son parcours : poussée à s’inscrire, sans y croire beaucoup, dans un concours de beauté, elle remporte les titres de miss Hauts-de-Seine, miss Île-de-France, jusqu’à être élue, en décembre 2005 sur TF1 première dauphine de miss France 2006. Le président de la République centrafricaine (RCA), François Bozizé, l’invite dans la foulée à Bangui pour la féliciter et la nommer ambassadrice de la beauté centrafricaine et chevalière de l’ordre du Mérite national.
Tout en poursuivant ses études d'histoire de l’art et d'archéologie et ses cours de comédie, elle intègre la troupe de Geneviève de Fontenay pour son show Féerie de Paris, dont elle devient rapidement la chorégraphe et régisseuse. À la suite de sa prestation, lors de la soirée de la finale télévisée de Miss France, Endemol la contacte et lui propose de passer des castings pour la société.
En 2007, elle fait ses débuts de chroniqueuse sur TF1 dans Les Enfants de la télé. La même année, le comité Miss France lui demande de représenter la France dans un concours international, en Chine. Tiga y remporte le titre de Miss Model Of Congeniality.
Sa carrière de mannequin décolle : égérie publicitaire de Courrèges, visage des shampooings Dop, métisse favorite des catalogues La Redoute, 3 Suisses et Quelle, elle est retenue par Jean-Paul Gaultier pour une campagne Coca-Cola. Visage des parfums Love Cocktail de Eau Jeune, Tiga défile pour Dior, Azzedine Alaïa, Tilmann Grawe, Paco Rabanne, Imane Ayissi… Et est représentée par des agences de mannequins à New York, Miami, Le Cap, Johannesbourg, Athènes, Londres, Paris et Milan.
En 2008, elle enchaîne avec une émission hebdomadaire sur W9 : elle y présente le Hit Talent pendant trois ans et co-anime les MicroMania Awards avec Bertrand Amar. Grâce à sa notoriété, elle obtient le Visa O1 (« Extraordinary People »), lui permettant de vivre et d’étudier pendant trois ans aux États-Unis.
Avant de quitter la France pour cette nouvelle expérience, elle part un mois en tournage à La Réunion, pour incarner Jenna dans les deux derniers épisodes de la saison 5 de Section de recherches sur TF1. Arrivée à New York, elle s’inscrit à la New York Film Academy en réalisation de documentaires, et pour payer ses factures, elle surfe sur sa carrière de mannequin.
Après son séjour aux États-Unis, elle arrive sur France Ô. Elle présente le magazine Ô Féminin, magazine de voyage et réalise des reportages sur la condition des femmes dans le monde. Elle anime également des émissions sur les sports telles que Riding Zone (hebdo & prime), Destination Glisse (hebdo) et la compétition du Fise (Festival international des sports extrêmes) (en direct pendant quatre jours).
En 2013, elle présente le Téléthon en direct sur France Ô aux côtés de Claudy Siar.
Elle met en place des opérations avec son association Coup de Pouce Des Anges, une association humanitaire qui travaille avec des ONG basées en RCA (envois de médicaments et de matériel de soins, de nourriture, aide au développement de l’éducation des femmes et des enfants des rues, mise en place d’évènements culturels, etc).
Début 2018, elle devient la quatrième présentatrice d’Échappées belles sur France 5. Elle est également co-présentatrice avec Raphaël de Casabianca de l'émission Le Village préféré des Français au côté de Stéphane Bern sur France 2.
Pendant la saison 2020/2021, en parallèle d’Échappées belles, elle participe à l'émission C l'hebdo où elle intervient avec une chronique nommée Tiga for rêveurs consacrée aux bonnes actions pour la planète.
En septembre 2021, elle part s'installer à Tahiti et quitte par conséquent l'équipe régulière des baroudeurs d’Échappées belles,. En parallèle de son arrivée, elle lance avec Karim Mahdjouba Waaaaves TV une chaine OTT dédiée aux sports de glisse en Polynésie française,.
À partir de janvier 2022, elle présente en compagnie de Moeana Pont Lillo sur la chaîne publique Polynésie la 1ère et la chaîne privée TNTV Ia ora na, une émission hebdomadaire consacrée au tourisme dans l'archipel. À partir de septembre 2022, elle est désormais accompagnée d'Hinatéa Colombani.
Le 11 mars 2023, elle revient à la présentation d’Échappées belles, le temps d'un numéro consacré à la Polynésie.

## Filmographie

### Cinéma
2009 : Banlieue 13 : Ultimatum de Patrick Alessandrin

### Télévision
2011 : Section de recherches (saison 5, épisodes 49 : Une place au soleil).